# Município de Royalton (condado de Fulton, Ohio)
O município de Royalton (em inglês: Royalton Township) é um município localizado no condado de Fulton no estado estadounidense de Ohio. No ano de 2010 tinha uma população de 1.515 habitantes e uma densidade populacional de 23,75 pessoas por km².

## Geografia
O município de Royalton encontra-se localizado nas coordenadas 41° 41′ 31″ N, 84° 02′ 43″ O. Segundo a Departamento do Censo dos Estados Unidos, o município tem uma superfície total de 63.79 km², da qual 63,48 km² correspondem a terra firme e (0,49 %) 0,31 km² é água.

## Demografia
Segundo o censo de 2010, tinha 1.515 habitantes residindo no município de Royalton. A densidade populacional era de 23,75 hab./km². Dos 1.515 habitantes, o município de Royalton estava composto pelo 97,49 % brancos, o 0,07 % eram afroamericanos, o 0,07 % eram amerindios, o 0,4 % eram asiáticos, o 0,86 % eram de outras raças e o 1,12 % eram de uma mistura de raças. Do total da população o 3,83 % eram hispanos ou latinos de qualquer raça.